# Bốt hôn
The Kissing Booth là một bộ phim hài tình cảm tuổi teen Mỹ 2018 được viết và đạo diễn bởi Vince Marcello, dựa trên cuốn tiểu thuyết cùng tên của Beth Reekles. Phim có sự tham gia của Joey King, Jacob Elordi, Joel Courtney và Molly Ringwald. Bộ phim kể về Elle (King), một thiếu niên kỳ quặc, nở rộ, có mối tình lãng mạn vừa chớm nở với học sinh trung học và trai hư Noah (Elordi) khiến tình bạn trọn đời của cô với em trai của Noah là Lee (Courtney) gặp nguy hiểm.
The Kissing Booth được phát hành trên Netflix vào ngày 11 tháng 5 năm 2018. Mặc dù nhận được nhiều đánh giá tiêu cực từ các nhà phê bình, những người coi cốt truyện và chủ đề của nó là sáo rỗng và không chính xác, bộ phim được Netflix mệnh danh là thành công về mặt thương mại. Phần tiếp theo, The Kissing Booth 2, được phát hành vào ngày 24 tháng 7 năm 2020.

## Nội dung
Elle (Rochelle) Evans và Lee Flynn, sinh ra cùng một lúc trong cùng một bệnh viện ở Los Angeles, là bạn thân suốt đời của họ do mẹ của họ, Joni Evans và Sara Flynn, lớn lên cùng nhau và có một liên kết sâu. Họ tạo ra các quy tắc để duy trì tình bạn của họ; chủ yếu, họ bị cấm hẹn hò với người thân của nhau, cụ thể là anh trai đẹp trai của Lee, Noah, người mà Elle đã phải lòng trong nhiều năm.
Khi hai người lớn lên, họ phát triển tình yêu với khiêu vũ, đặc biệt là trên một cỗ máy nhảy arcade trên bến tàu. Khi Elle 11 tuổi, cô phát hiện ra mẹ mình bị bệnh nan y và ba năm sau, cô qua đời. Khi cô lớn lên, Elle xông vào lòng Nô-ê ngày càng sâu nhưng cô cố gắng hết sức để quên nó.
Hai năm sau, học sinh đang trở lại trường sau kỳ nghỉ hè. Elle tách quần của cô ấy và quần khác của cô ấy đang ở trong tiệm giặt khô, vì vậy cô ấy buộc phải mặc một chiếc váy nhỏ từ nhiều năm trước. Khi một học sinh lớn tuổi, Tuppen, tát mông Elle không đúng cách, Lee suýt đấm anh ta nhưng Nô-ê bảo vệ anh trai và Elle và đánh Tuppen. Tuppen, Nô-ê và Elle phục vụ giam giữ, trong đó Tuppen xin lỗi bằng cách thực hiện một điệu nhảy mặc váy bó sát trước mặt các sinh viên, mà Elle chấp nhận yêu cầu hẹn hò của anh ta. Tuppen không xuất hiện mặc dù, sau đó nói với Elle rằng Nô-ê đe dọa mọi người không theo đuổi Elle một cách lãng mạn.
Elle và Lee tạo ra một gian hàng hôn cho một người gây quỹ trường. Trong một bữa tiệc, Elle nói với các cô gái rằng Nô-ê sẽ là một phần của gian hàng, mặc dù Nô-ê đã từ chối yêu cầu của cô. Tại gian hàng hôn, mọi thứ diễn ra tốt đẹp cho đến khi Lee đóng vai trò là người hôn thay vì Nô-ê. Tức giận vì Elle đã nói dối về sự tham gia của Nô-ê, các cô gái nổi tiếng (được biết đến với cái tên OMG Girls) đã lập ra Elle để hôn một sinh viên không mong muốn. Vào giây cuối cùng, học sinh vẫy tay chào phía trước, và Nô-ê và Elle chia sẻ một loạt những nụ hôn nồng cháy trước toàn trường.
Dọn dẹp gian hàng, Elle buồn bã khi thấy Nô-ê tán tỉnh một cô gái khác, và chạy ra ngoài nơi trời bắt đầu mưa. Nô-ê cho cô đi nhờ xe máy, nhưng mưa buộc họ phải trú ẩn trong công viên. Elle hôn Nô-ê, nhưng sau đó nói với anh rằng cô không thể chỉ là một cuộc chinh phục tình dục khác. Bị tổn thương, Nô-ê tiết lộ anh có tình cảm với cô. Họ hôn nhau lần nữa nhưng bị gián đoạn bởi một nhân viên bảo vệ nhận ra Nô-ê, bảo anh ta dừng việc đưa các cô gái đến đó, chọc giận Elle.
Trong một bữa tiệc trên bãi biển, Elle bị một học sinh khác là Warren quấy rối. Nô-ê thất hứa với Elle về việc không đánh nhau và đánh đập Warren. Elle trấn tĩnh anh ta và họ lái xe đến Hollywood, thừa nhận tình cảm của họ dành cho nhau và thiết lập các quy tắc cho mối quan hệ của họ, quan trọng nhất là Lee không bao giờ phát hiện ra. Họ chia sẻ một nụ hôn nồng cháy và quan hệ tình dục.
Elle và Noah tiếp tục gặp nhau trong bí mật. Mẹ Nô-ê gần như bắt chúng trong phòng. Trốn dưới gầm giường, Elle tình cờ nghe thấy mẹ của Nô-ê nói rằng anh ta đã được nhận vào Đại học Harvard, và anh ta phải đối xử tốt với Elle vì bà phải lòng anh ta. Họ cùng cười, và Nô-ê khiến Elle hứa sẽ không nói cho ai biết về việc nhận vào đại học của mình.
Elle ngã và cắt mặt cô trong nhà để xe trong khi họ đang sửa chiếc xe máy của Nô-ê, và khi Lee bước vào, anh ta buộc tội Nô-ê đã làm tổn thương Elle. Ngạc nhiên khi Elle làm dịu cơn giận dữ của Nô-ê, Lee hỏi Elle về mối quan hệ của cô và Nô-ê, điều mà cô phủ nhận nhưng cảm thấy có lỗi. Khi Nô-ê và Elle chia sẻ một nụ hôn sau khi đồng ý nói với Lee sự thật, anh bước vào họ. Hai anh em đánh nhau, và Lee giận dữ cắt đứt tình bạn của anh với Elle khi anh phát hiện ra cô và Nô-ê, không chỉ hôn và gặp nhau sau lưng, mà còn ngủ cùng nhau. Đau lòng, Elle hét lên với Nô-ê và đổ lỗi cho anh ta về cuộc cãi vã, bảo anh ta để cô ta yên. Bị tổn thương bởi điều này, Nô-ê đồng ý và lái xe đi.
Nhiều tuần trôi qua cho đến một ngày, bà Flynn đến thăm Elle và giải thích rằng thậm chí bà và mẹ Elle xông đôi khi có những cuộc cãi vã lộn xộn nhưng họ luôn bịa ra vì đó là những gì bạn thân làm. Cô hối thúc Elle sửa chữa mọi thứ với Lee. Cuối cùng, Lee và Elle đã hòa giải và Elle đến buổi vũ hội với Lee và bạn gái của anh ta, Rachel. Ở đó, một bản sao của gian hàng nụ hôn được đưa ra cùng với Nô-ê, người nói với Elle rằng anh yêu cô. Cô giải thích cô không thể nhìn thấy anh ta do làm tổn thương những người cô yêu và bỏ trốn.
Trong bữa tiệc trang phục sinh nhật của Elle và Lee vào ngày hôm sau, Elle nói với Lee rằng nếu anh ta không thể chấp nhận mối quan hệ giữa cô và Nô-ê, anh ta không nên là một phần của cuộc đời cô. Lee đồng ý và đồng ý giúp Elle tìm thấy Nô-ê, người đã rời sân bay để rời trường đại học. Lái xe của Lee, Elle chia sẻ cảm xúc thật của cô dành cho Nô-ê với Lee, người tiết lộ mình là Nô-ê trong trang phục của Lee. Elle thừa nhận với Nô-ê rằng cô yêu anh.
Elle và Noah dành những tuần tiếp theo cùng nhau trước khi anh rời trường đại học. Nhìn anh đi, cô không chắc mối quan hệ này sẽ kéo dài, nhưng biết một phần trái tim cô sẽ luôn thuộc về anh, và lái chiếc xe máy của anh vào hoàng hôn.

## Diễn viên
- Joey King trong vai Rochelle (Shelly) Hồi Elle "Evans, bạn thân suốt đời của Lee và tình yêu và bạn gái cuối cùng của Nô-ê.
- Joel Courtney trong vai Lee Flynn, bạn thân của Elle, em trai của Nô-ê và bạn trai của Rachel.
- Jacob Elordi trong vai Noah Flynn, anh trai của Lee và là người yêu của Elle.
- Meganne Young trong vai Rachel, bạn gái của Lee
- Stephen Jennings trong vai Mike Evans, cha của Elle
- Carson White trong vai Brad Evans, em trai của Elle
- Molly Ringwald trong vai Sara Flynn, mẹ của Nô-ê và Lee
- Morné Visser trong vai ông Flynn, cha của Nô-ê và Lee
- Jessica Sutton trong vai Mia, một cô gái nổi tiếng, có nghĩa là ở trường, người đã phải lòng Nô-ê. Cô cũng là thủ lĩnh của các cô gái OMG (Olivia, Mia, Gwyneth).
- Zandile Madliwa trong vai Gwyneth, bạn của Mia và một phần ba các cô gái OMG.
- Bianca Bosch trong vai Olivia, bạn của Mia và là người thứ ba cuối cùng của các cô gái OMG.
- Michelle Allen trong vai Heather.

## Phần tiếp theo
Vào ngày 14 tháng 2 năm 2019, một phần tiếp theo đã được công bố, có tiêu đề  The Kissing Booth 2 .  The Kissing Booth 2  sẽ được phát hành vào ngày 24 tháng 7 năm 2020 trên Netflix.